# Guo Qilin
Guo Qilin (en chino tradicional, 郭麒麟; nacido el 8 de febrero de 1996), también conocido como Kevin Guo, es un actor chino e intérprete de xiangsheng. Es conocido por sus apariciones en actuaciones de Deyunshe xiangsheng y su papel en la serie histórica Zhui xu (2021).

## Vida personal
Guo nació en Tianjin, China. Su padre es Guo Degang (郭德纲), el dueño de Deyunshe (德云社). Su maestro es Yu Qian (于谦) y su compañero es Yan Hexiang (阎鹤祥). Desempeña un papel importante en Deyunshe, no sólo como hijo del propietario, sino también porque desea revitalizar esta forma de arte. A Guo le gustan el xiangshang y la Ópera de Pekín desde que tenía alrededor de tres años, y ya era capaz de contar historias en forma de diafonía cuando tenía cinco años.

## Carrera

### Xiangsheng en Deyunshe
En 2011, Guo dejó la escuela y comenzó a actuar como intérprete de xiangsheng en el Deyun Team 4 (德云四队). En 2012, realizó una actuación especial personal en el Centro de Exposiciones de Beijing.

### Carrera cinematográfica
Amplió su carrera tanto en cine como en televisión. En 2017, Guo fue un actor principal de la película Xiàngsheng dà diànyǐng zhī wǒ yào xìngfú, dirigida por su padre Guo Degang. Fue su primera aparición en la pantalla grande. Fue uno de los actores principales de la película Chǒng'ài (2019). Su actuación natural impulsó su reputación en la industria cinematográfica china, y muchos comenzaron a prestarle atención como un actor profesional en lugar de un simple comediante. Guo apareció además en dos películas con excelentes elencos y equipos de producción. La primera, Er shou jie zuo (2022), fue protagonizada por Yu Hewei y Ni Hongjie; la segunda, Long ma jing shen (2023), fue protagonizada por Jackie Chan y Liu Haocun. Estas colaboraciones ayudaron a Guo a construir una posición sólida en la industria del entretenimiento.

### Carrera televisiva
En 2021, Guo desempeñó el papel principal en Zhui Xu junto a Song Yi, y su actuación recibió comentarios positivos. La popularidad de la serie alcanzó los 10.000 puntos en IQiyi, batiendo récords en la plataforma de streaming.

### Carrera escénica
Guo hizo su debut teatral en 2019 con el papel de Niu Tianci en Niu Tianci y ganó el premio a Actor Revelación del Año en los One Drama Awards 2021 por el trabajo.

## Filmografía

### Cine
| Año  | Título                                     | Papel                   |
| ---- | ------------------------------------------ | ----------------------- |
| 2017 | Zu zong shi jiu dai (相声大电影之我要幸福) | Feng Qiancheng (冯前程) |
| 2018 | Zu zong shi jiu dai (祖宗十九代)           | Wang Baobao (王宝宝)    |
| 2019 | Jie fang Zhong ju ying jiu (解放·终局营救) | Liao Feng (廖枫)        |
| 2019 | Chǒng'ài (宠爱)                            | Ade (阿德)              |
| 2022 | Er shou jie zuo (二手杰作)                 | Ma Mo (马墨)            |
| 2023 | Long ma jing shen (龙马精神)               | Lu Naihua (卢乃华)      |

### Televisión
| Año  | Título                                 | Papel              |
| ---- | -------------------------------------- | ------------------ |
| 2017 | Linzi dale (林子大了)                  | Guo Dalin (郭大林) |
| 2018 | Gěi wǒ yīgè shíbā suì (给我一个十八岁) | Qiu Shui (秋水)    |
| 2019 | Qing yu nian (庆余年)                  | Fan Sizhe (范思辙) |
| 2021 | Zhui xu (赘婿)                         | Ning Yi (宁毅)     |

### Doblaje

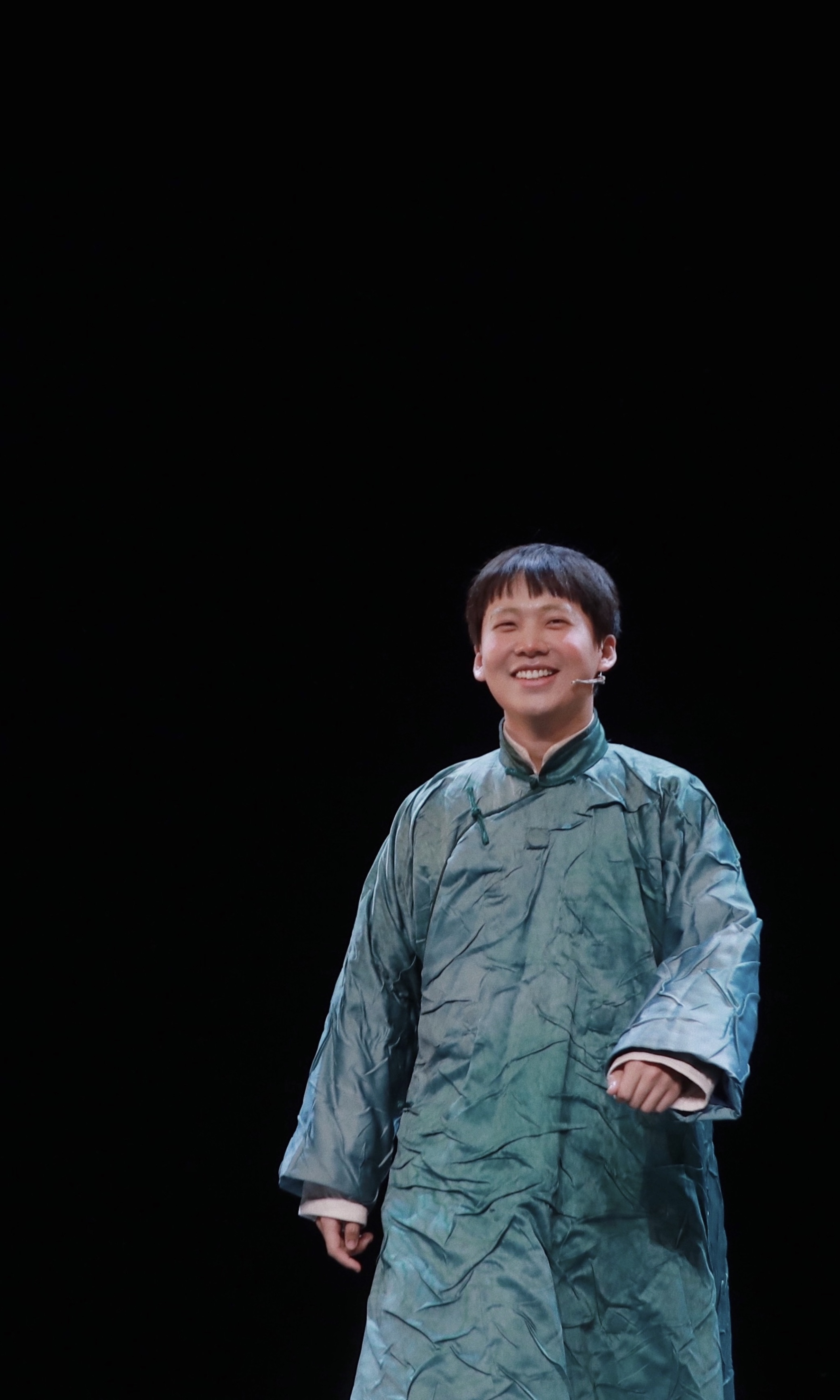
Guo Qilin en el escenario de La historia de Niu Tianci en 2021

| Año  | Título                                | Papel          |
| ---- | ------------------------------------- | -------------- |
| 2016 | Rock Dog (摇滚藏獒)                   | Bodi (波弟)    |
| 2020 | Onward (二分之一的魔法)               | Ian (伊恩)     |
| 2021 | Peter Rabbit 2: The Runaway (比得兔2) | Peter (比得兔) |

### Teatro
| Título              | Papel               |
| ------------------- | ------------------- |
| Niu Tianci (牛天赐) | Niu Tianci (牛天赐) |

## Filantropía
El 21 de julio de 2021, Guo donó 1 millón de yuanes a la Cruz Roja de Zhengzhou debido al desastre de las inundaciones.